# Alter Markt (Potsdam)

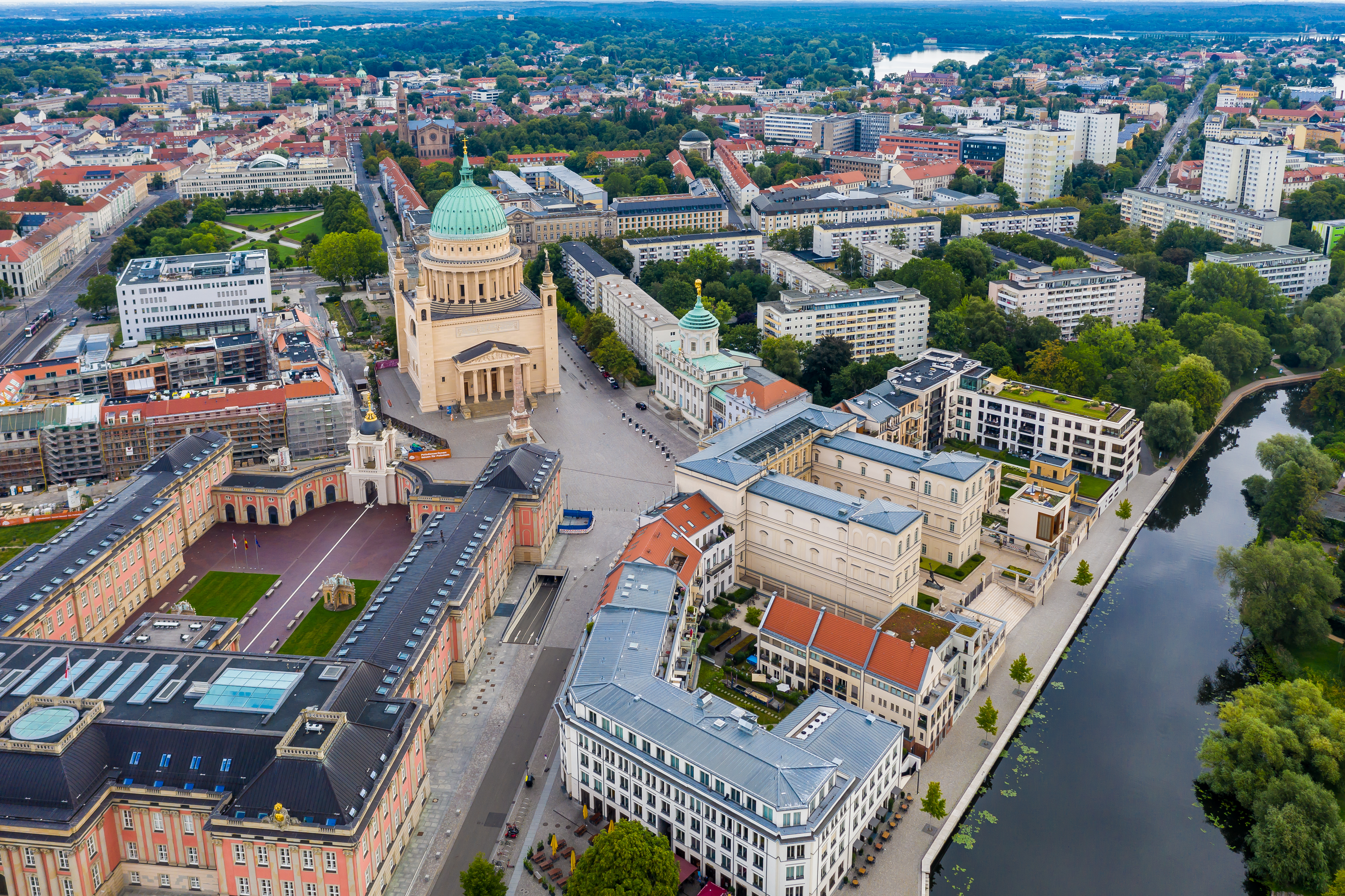
Luftbild des Alten Markts mit Nikolaikirche, Altem Rathaus, Museum Barberini und Landtagsschloss, 2023

Der Alte Markt ist ein zentraler Platz in der Potsdamer Altstadt und bildet den historischen Stadtkern. Einzigartig ist seine Funktion als Markt-, Schloss-, Kirch- und Rathausplatz. Er wird begrenzt vom ehemaligen Staudenhof-Gelände im Norden, vom Alten Rathaus und vom Palast Barberini im Osten, vom Stadtschloss im Süden und vom ehemaligen FH-Gelände im Westen. Auf dem Platz stehen die Nikolaikirche und der Obelisk.
Der Alte Markt ist – bis auf die Nikolaikirche mit dem Zentralbau Karl Friedrich Schinkels – im Wesentlichen eine Raumschöpfung Friedrichs des Großen und seiner Architekten aus der zweiten Hälfte des 18. Jahrhunderts nach internationalen Vorbildern, hauptsächlich aus Italien und Frankreich. Im Gegensatz zum Neuen Markt wurden die Bauwerke des Alten Marktes in der Nacht von Potsdam 1945 schwer beschädigt oder vollständig zerstört. Der Nordosten wurde von 1955 bis 1981 restauriert, der südliche Teil ab 2013 rekonstruiert oder dem historischen Vorbild nachempfunden. Nach Abriss der Fachhochschule und des Staudenhofs entstehen derzeit im Nordwesten die Blöcke III und IV mit stadtbildprägenden Leitbauten.

## Geschichte

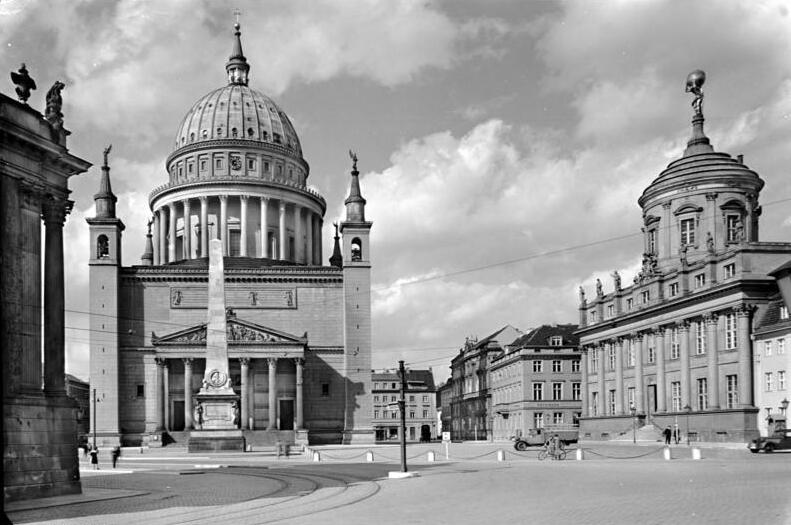
Nikolaikirche und Altes Rathaus, vor 1945

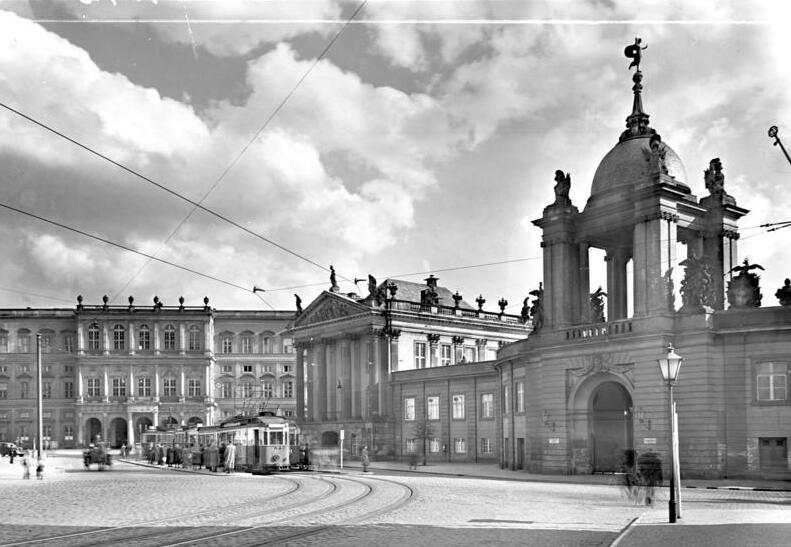
Palast Barberini und Stadtschloss, vor 1945

Das Stadtschloss wurde ursprünglich ab 1666 auf Befehl des Großen Kurfürsten Friedrich Wilhelm erbaut. An derselben Stelle stand vorher bereits eine Burganlage, die den Havelübergang an der Langen Brücke schützte. Der Alte Markt wurde unter Friedrich dem Großen in der Mitte des 18. Jahrhunderts als römische Piazza umgestaltet und alle Bauten, auch das Stadtschloss, überformt bzw. mit neuer Fassade versehen. Als Vorbilder dienten berühmte Bauwerke der Zeit vorzugsweise aus Italien, aber auch aus Frankreich und den Niederlanden, die Friedrichs Baumeister auf die Potsdamer Größenverhältnisse zuschnitten.
Auf dem Alten Markt fand schon zu Zeiten Friedrichs dienstags und samstags der Wochenmarkt der Residenzstadt Potsdam statt. Den Markt prägten neben der Kirche und dem Obelisk das Rathaus, die Marktflügel des Stadtschlosses und der Palast Barberini. Über den Markt führte seit 1880 die Potsdamer Pferdebahn, seit 1904 die Straßenbahn Potsdam. In einer Wohnung auf der Ostseite des Stadtschlosses wohnte Alexander von Humboldt und verfasste dort wesentliche Teile seiner Schrift Kosmos, ihm zu Ehren trägt die frühere Straße Am Schloß seinen Namen. Mitte des 19. Jahrhunderts ließ König Friedrich Wilhelm IV. den Palast Barberini kommunalisieren und machte die Festsäle der Öffentlichkeit zugänglich. Die übrigen Räume wurden Potsdamer Vereinen zur Verfügung gestellt. Nach dem Ende der Monarchie tagte die Stadtverordnetenversammlung im ehemaligen Schlosstheater an der Nordseite des Stadtschlosses. Weitere Räume wurde von der Stadtverwaltung genutzt, das Stadtschloss wurde Museum.
Nachdem nur einige Gebäude des historischen Ensembles die Bombardierungen des Zweiten Weltkrieges überstanden hatten, wurde der Platz umgestaltet. Nach 1945 wurden die Nikolaikirche und das Alte Rathaus wiederaufgebaut, der Marmorobelisk mit russischem Marmor 1979 restauriert. Der Schaft des Obelisken zeigte ursprünglich Medaillons der vier Hohenzollernherrscher, die das Bild Potsdams nachhaltig prägten: Der Große Kurfürst Friedrich Wilhelm sowie die Könige Friedrich I., Friedrich Wilhelm I. und Friedrich II. Bei der Restaurierung wurden sie durch Porträts vier bedeutender Architekten Potsdams ersetzt: Georg Wenzeslaus von Knobelsdorff, Carl von Gontard, Karl Friedrich Schinkel und Ludwig Persius, um den Bezug zu den Hohenzollern aufzuheben.
Das wiederaufbaufähige Potsdamer Stadtschloss wurde 1960 auf Anordnung der SED gesprengt und die Überreste abgetragen. Auch die teils schwer beschädigten Gebäude an der Südseite des Platzes wurden vollständig abgetragen und der Platz zu einem sozialistischen Stadtzentrum umgestaltet. Der Alte Markt war damit an seiner Südseite offen und verlor seine räumliche Geschlossenheit. Auf der Westseite wurde 1971 bis 1977 das Institut für Lehrerbildung erbaut. Das zunächst auf dem Gelände des ehemaligen Schlosses geplante Karl-Liebknecht-Forum wurde schließlich am Ernst-Thälmann-Stadion verwirklicht. Auf der Südostseite wurde 1989 der Grundstein für ein Theater gelegt, dessen Rohbau bereits 1991 zurückgebaut wurde, nachdem die erste demokratisch gewählte Stadtverordnetenversammlung die Wiederannäherung an das historische Stadtbild beschlossen hatte.
Anstelle des 2018 rückgebauten Instituts für Lehrerbildung „Rosa Luxemburg“ nordwestlich der Nikolakirche entstehen fünf originalgetreue und fünf vereinfachte Nachbauten der friderizianischen Bebauung, die während des Zweiten Weltkriegs beschädigt und in der DDR abgerissen worden war. Die originalgetreuen Nachbauten sind das Südwestliche Acht-Ecken-Haus in Block II (Friedrich-Ebert-Straße/Schloßstraße), der Plögersche Gasthof und das Klingnersche Haus in Block III (Alter Markt/Schloßstraße), das Sternemannsche Haus in Block IV (Friedrich-Ebert-Straße/Schwertfegerstraße), und das Palmirosche Haus in Block V (Alter Markt/Kaiserstraße). Die vereinfachten Nachbauten sind der Gasthof „Zum Einsiedler“ in Block II, das Eckhaus und das Südöstliche Acht-Ecken-Haus in Block III, sowie das Nordöstliche Acht-Ecken-Haus und das Eckhaus in Block IV. Dazwischen entstehen etwa 40 angepasste Neubauten mit einer Mischung aus Wohnen, Gastronomie, Gewerbe und Kultur. Ein Drittel aller Wohnungen sind sozial gefördert, bei den restlichen zwei Dritteln liegt die Miethöhe zehn Prozent unter dem örtlichen Mietspiegel. Weitere Maßnahmen umfassen die Ergänzung der Ringerkolonnade und die Wiederanlage des Steubenplatzes zwischen Stadtschloss und Marstall.

## Bauwerke
- An der Nordseite des Alten Markts erhebt sich die evangelische Nikolaikirche, ein klassizistischer Zentralbau nach Entwurf des königlich preußischen Hofarchitekten Karl Friedrich Schinkel, entstanden zwischen 1830 und 1850. Die 77 Meter hohe Kuppel bietet weite Ausblicke über die Stadt und das Umland.
- An der Nordostseite befinden sich das 1755 vollendete Alte Rathaus mit einer vergoldeten Atlasfigur als markante Kuppelbekrönung, das Potsdam-Museum (ehemaliges Windelbandsches Haus), und das Lehmannsche Haus (auch bekannt als Knobelsdorffhaus).
- Die Mitte des Platzes betont der 1755 errichtete Obelisk mit Bildnissen berühmter Baumeister aus preußischer Zeit.
- An der Südostseite wurden im sogenannten Block I (Humboldtstraße) der ursprünglich 1772 errichtete Palast Barberini, das Noacksche Haus und das Segersche Haus rekonstruiert. Den 2013 bis 2016 vollzogenen Wiederaufbau des Palastes Barberini als Museum Barberini ermöglichte der SAP-Mitbegründer Hasso Plattner, der darin seine private Sammlung von Meisterwerken des Impressionismus der Öffentlichkeit zugänglich machte.
- An der Südwestseite des Alten Marktes wurde 2010 bis 2013 das Potsdamer Stadtschloss als Sitz des Landtags Brandenburg wiederaufgebaut. Während die Fassaden des ursprünglich 1750 nach Entwürfen von Georg Wenzeslaus von Knobelsdorff vollendeten Schlosses originalgetreu rekonstruiert sind, ist das Innere modern gestaltet. Der Wiederaufbau des marktseitigen Fortunaportals war bereits 2002 vom Fernsehmoderator Günther Jauch ermöglicht worden.
- An der Nordwestseite wurde Anfang 2025 der Block III mit dem Klingnerschen Haus und dem ursprünglich 1754 errichteten Plögerschen Gasthof fertiggestellt.
- Im Schatten der Nikolaikirche sind derzeit die Blöcke IV und V mit dem Sternemannschen Haus und dem Palmiroschen Haus, Geburtshaus des Schinkelschülers Ludwig Persius, in Bau bzw. in Planung.

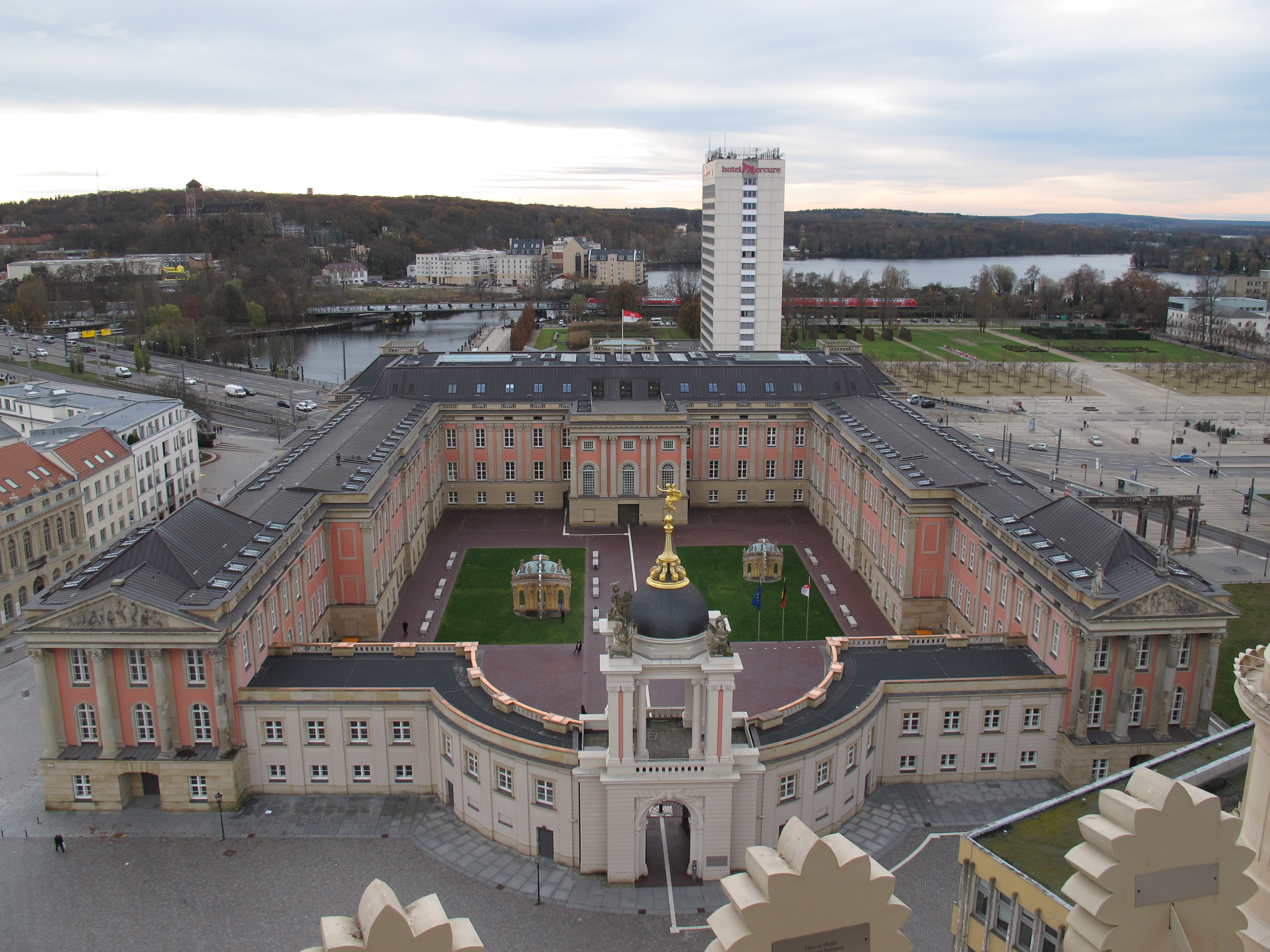
Stadtschloss
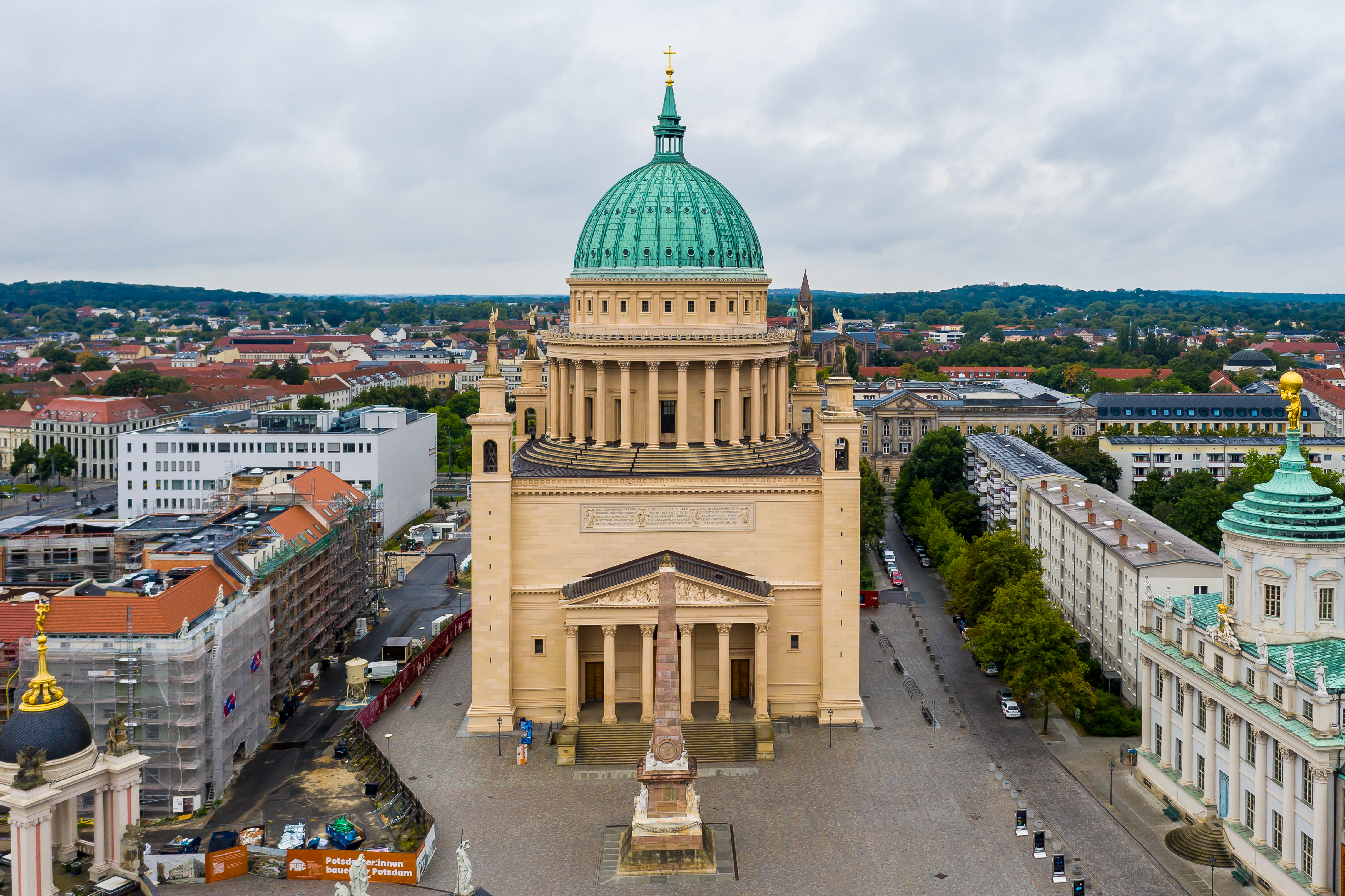
Nikolaikirche
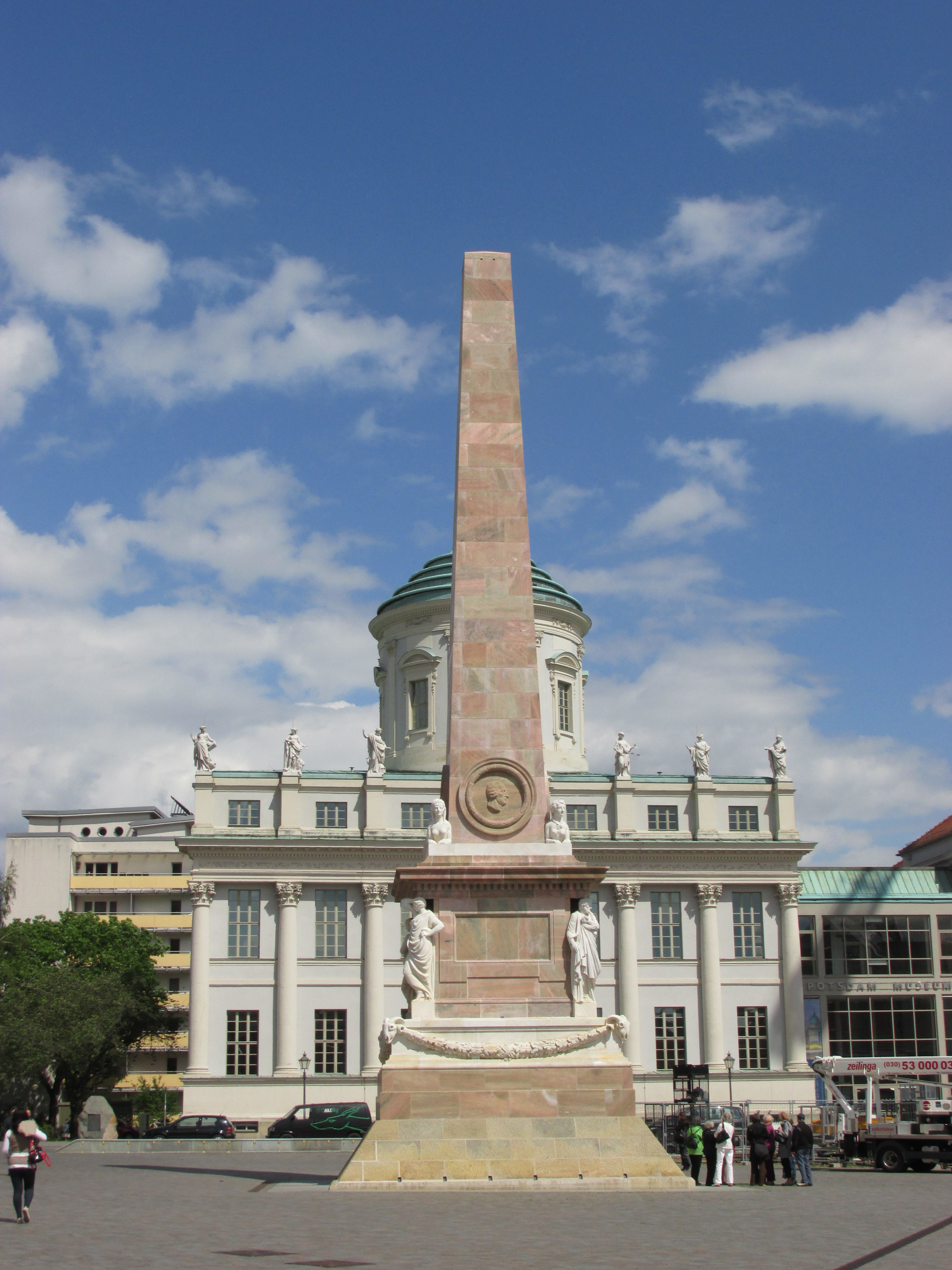
Obelisk
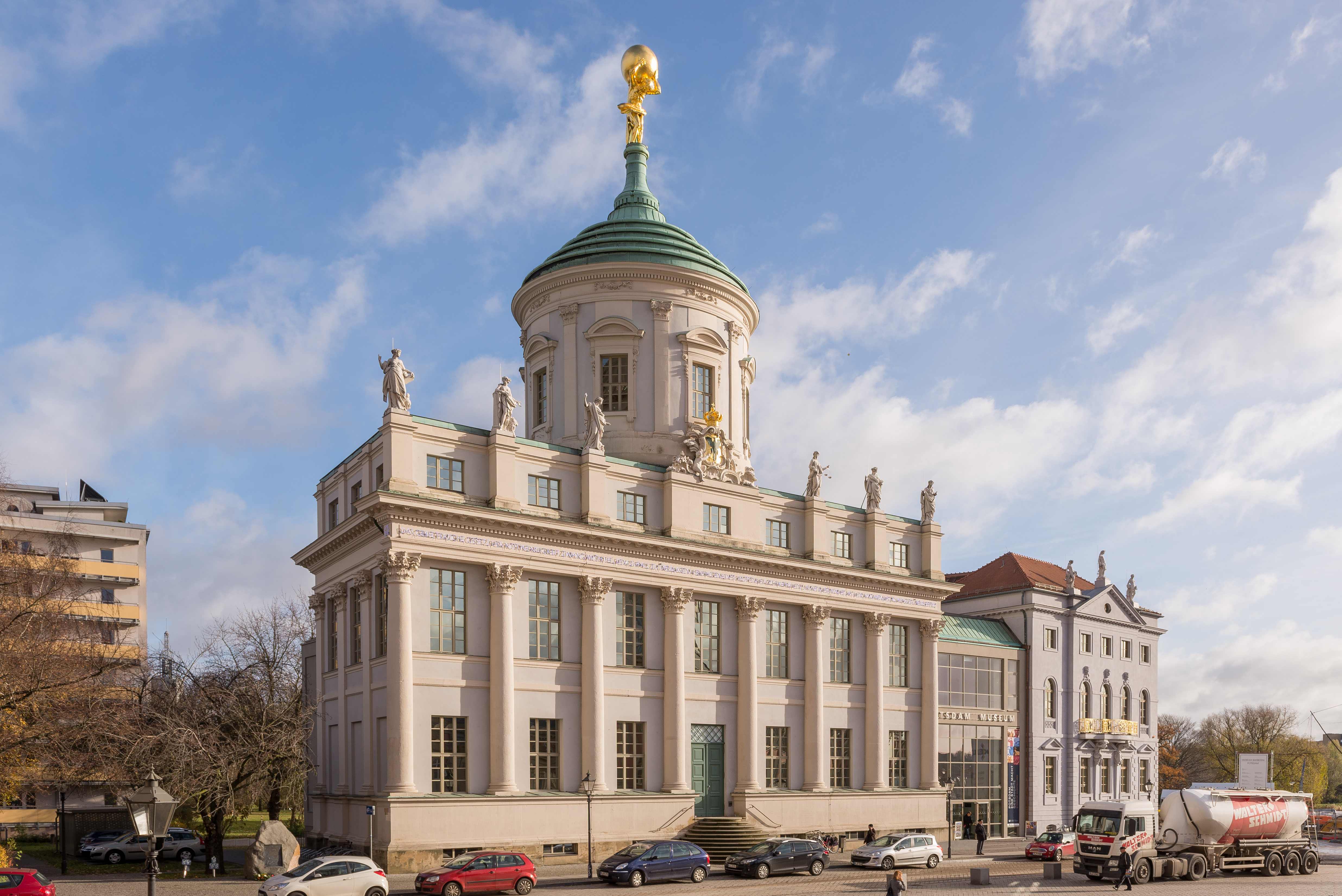
Altes Rathaus
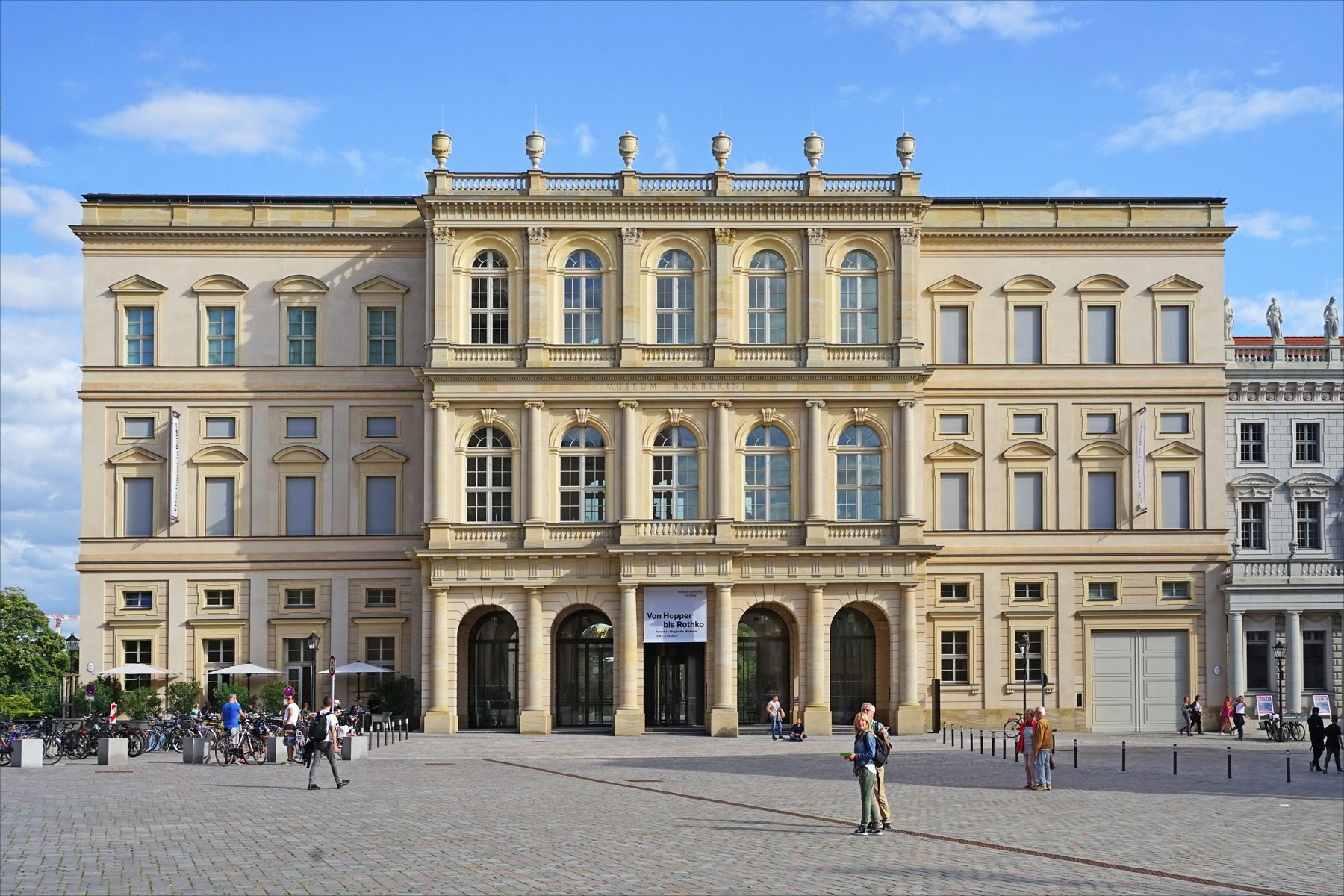
Palast Barberini